# Arsenal-Stadion (Tula)
Das Arsenal-Stadion ist ein Fußballstadion in der russischen Stadt Tula. Es bietet Platz für 20.048 Zuschauer und dient dem Verein Arsenal Tula als Spielstätte.

## Geschichte
Das Arsenal-Stadion in Tula, einer Stadt mit ungefähr einer halben Million Einwohnern im Föderationskreis Zentralrussland gelegen, wurde im Jahre 1959 erbaut und am 29. August des gleichen Jahres eröffnet. Am gleichen Tag trafen sich der zukünftige Nutzerverein der Sportstätte, der Fußballklub Arsenal Tula, und eine Spielervertretung der sowjetischen Hauptstadt Moskau zum ersten Spiel im neu errichteten Stadion. Dieses wurde ab 1959 von Arsenal Tula als Austragungsort für Heimspiele im Fußballsport genutzt. Der Klub verbrachte die Sowjetzeit vorrangig in der zweit- oder dritthöchsten Spielklasse, schaffte aber nie den Sprung in die Erstklassigkeit. Erst 2013/14 sicherte sich Arsenal, nach dessen Vereinsnamen sich auch der Titel des Stadions richtet, durch einen zweiten Platz in der 1. Division einzig hinter Mordowija Saransk den ersten Aufstieg überhaupt in der Vereinsgeschichte in die Premjer-Liga, Russlands höchste Spielklasse im Fußball. 
Das Arsenal-Stadion zu Tula bietet gegenwärtig Plätze für 20.048 Zuschauer und ist damit das größte Stadion der Stadt. Dabei verfügt es ausschließlich über Sitzplätze. 
Am 19. Mai 1999 fand in der Arena zum ersten und bis heute auch einzigen Mal ein Länderspiel der russischen Fußballnationalmannschaft statt, Gegner hier war Nachbarland Belarus. Im Rahmen des Erstligaaufstieges von Arsenal Tula 2014 wurden am Arsenal-Stadion kleinere Renovierungen durchgeführt, die das Stadion tauglich für Spiele der höchsten russischen Fußballliga machte. Bereits 1996 waren Veränderungen am Stadion vorgenommen worden, die zum Beispiel die Umwandlung in eine reine Sitzplatzarena vorsahen.